# Serge Lazarevitch
Serge Lazarevitch (* 18. November 1957 in Saint-Germain-en-Laye) ist ein französischer Gitarrist und Komponist, der als Interpret im Bereich des Jazz und der Neuen Musik hervorgetreten ist.

## Leben und Wirken
Lazarevitch studierte von 1975 bis 1979 am Berklee College of Music bei Mick Goodrick, Michael Gibbs und John LaPorta. Zurück in Europa ersetzte er Bill Frisell in der Gruppe Mauve Traffic von Steve Houben und arbeitete mit Henri Pousseur. In Belgien trat er auf mit Jacques Pelzer, Félix Simtaine, Michel Herr und Charles Loos (mit dem er auch aufnahm). 1983 zog er nach Paris, wo er zunächst mit Antoine Hervé, Enrico Rava, Michel Graillier, Art Lande und Joe Lovano konzertierte. 1986 holte ihn François Jeanneau ins Orchestre National de Jazz (wo er auch unter Claude Barthélemy sowie untere Didier Levallet spielte); daneben gehörte er zu den Bands von Philippe Macé und Charles Loos und gründete ein eigenes Quartett. Weiterhin arbeitete er mit dem Ensemble Musique Vivante und dem Orchestre de'l Paris.
Von 1988 bis 2010 koordinierte er als Hochschullehrer den Jazzstudiengang am Konservatorium von Perpignan; seit Oktober 2010 lehrt er am Konservatorium von Montpellier.

## Diskographische Hinweise
- London Baby (Igloo, 1990)
- Serge Lazarevitch / Bertrand Renaudin Songs (CC Prod 1992)
- Walk with a Lion (Igloo 1993)
- A Few Years Later (Igloo 1997)
- Strange Meeting (2006)
- Joël Allouche / Éric Barret / Serge Lazarevitch Close Meeting (Cristal Records 2008)
- Serge Lazarevitch / Nicolas Thys / Teun Verbruggen Free Three (Igloo Records 2016)

## Lexikalischer Eintrag
- Philippe Carles, André Clergeat, Jean-Louis Comolli: Le nouveau dictionnaire du jazz. R. Laffont: Paris 2011